# Enicospilus fufius
Enicospilus fufius là một loài tò vò trong họ Ichneumonidae.